# Johao Chávez
Johao Manuel Chávez Quintero (n. Francisco de Orellana, Ecuador; 16 de mayo de 1999) es un futbolista ecuatoriano. Juega de volante y su equipo actual es Macará de la Serie B de Ecuador.

## Trayectoria

### Inicios
Se formó en las categorías inferiores de Clan Juvenil.

### Independiente del Valle
En 2017 llega al Independiente del Valle a jugar en la categoría sub-20 dónde fue subcampeón de la Copa Libertadores Sub-20 de 2018 tras perder la final con el Nacional de Uruguay.
En el mes de enero de 2019 fue removido a su filial, el Independiente Juniors que jugaba en la Serie B de Ecuador hasta el final de la temporada; anotó su primer gol el 30 de marzo en la victoria por 3-1 ante Atlético Santo Domingo en condición de visitante, mientras su primer doblete lo hizo el 26 de junio en la victoria de 5-2 ante Clan Juvenil al que también le anotó el 9 de septiembre en la victoria por 4-0. El 27 de octubre del mismo año le hizo otro gol a Liga de Portoviejo en el partido que ganaron de locales por 2-1, mientras que su último gol fue en el empate 1-1 ante Atlético Porteño, lo que derivo que dicho equipo clasificara a los Play-off por el ascenso a la Serie A, pero fue eliminado en los cuartos de final ante Liga de Portoviejo quien sería el equipo que ascienda a la serie de privilegio del fútbol ecuatoriano. Finalmente al término de la temporada con Independiente Juniors anotó seis goles en 31 partidos jugados. 
Para la temporada 2020 es llamado por el entrenador Miguel Ángel Ramírez para formar parte de la plantilla principal de Independiente del Valle; su debut con los negriazules fue ante Mushuc Runa al que ganaron por 2-1, también fue subcampeón de la Recopa Sudamericana 2020.

### 9 de Octubre
El 25 de junio de 2021 de fichó por el 9 de Octubre Fútbol Club de la Serie A de Ecuador.

## Selección nacional
En enero de 2019 fue convocado a la selección de fútbol sub-20 de Ecuador dirigida por Jorge Célico para disputar el sudamericano de la categoría que se llevó a cabo en Chile, dónde su selección salió campeona. También fue convocado a la selección sub-23 para disputar el preolímpico de Colombia, pero en aquel torneo su selección fue eliminada en la primera fase.

### Participaciones internacionales
| Campeonato                              | Sede     | Resultado    | Partidos | Goles |
| --------------------------------------- | -------- | ------------ | -------- | ----- |
| Sudamericano Sub-20 de 2019             | Chile    | Campeón      | 1        | 0     |
| Preolímpico Sudamericano Sub-23 de 2020 | Colombia | Primera fase | 0        | 0     |

## Estadísticas

### Clubes
Actualizado al último partido disputado el 19 de julio de 2023.
| Club                              | Temporada     | Liga  | Liga  | Copas nacionales | Copas nacionales | Copas internacionales | Copas internacionales | Total | Total |
| Club                              | Temporada     | Part. | Goles | Part.            | Goles            | Part.                 | Goles                 | Part. | Goles |
| --------------------------------- | ------------- | ----- | ----- | ---------------- | ---------------- | --------------------- | --------------------- | ----- | ----- |
| Independiente Juniors · Ecuador   | 2019          | 31    | 6     | 6                | 0                | -                     | -                     | 37    | 6     |
| Independiente Juniors · Ecuador   | Total club    | 31    | 6     | 6                | 0                | -                     | -                     | 37    | 6     |
| Independiente del Valle · Ecuador | 2020          | 2     | 0     | 0                | 0                | 0                     | 0                     | 2     | 0     |
| Independiente del Valle · Ecuador | Total club    | 2     | 0     | 0                | 0                | 0                     | 0                     | 2     | 0     |
| Deportivo Cuenca · Ecuador        | 2020          | 15    | 1     | 0                | 0                | -                     | -                     | 15    | 1     |
| Deportivo Cuenca · Ecuador        | Total club    | 15    | 1     | 0                | 0                | -                     | -                     | 15    | 1     |
| Técnico Universitario · Ecuador   | 2021          | 6     | 0     | 0                | 0                | -                     | -                     | 6     | 0     |
| Técnico Universitario · Ecuador   | Total club    | 6     | 0     | 0                | 0                | -                     | -                     | 6     | 0     |
| 9 de Octubre · Ecuador            | 2021          | 0     | 0     | 0                | 0                | -                     | -                     | 0     | 0     |
| 9 de Octubre · Ecuador            | 2022          | 6     | 0     | 0                | 0                | 2                     | 0                     | 8     | 0     |
| 9 de Octubre · Ecuador            | Total club    | 6     | 0     | 0                | 0                | 2                     | 0                     | 8     | 0     |
| Macará · Ecuador                  | 2022          | 2     | 0     | 0                | 0                | -                     | -                     | 2     | 0     |
| Macará · Ecuador                  | 2023          | 1     | 0     | 0                | 0                | -                     | -                     | 1     | 0     |
| Macará · Ecuador                  | Total club    | 3     | 0     | 0                | 0                | 0                     | 0                     | 3     | 0     |
| Total carrera                     | Total carrera | 63    | 7     | 6                | 0                | 2                     | 0                     | 71    | 7     |
| 1. 2.                             |               |       |       |                  |                  |                       |                       |       |       |

### Participaciones internacionales
| Copa                   | Club                    | Resultado      |
| ---------------------- | ----------------------- | -------------- |
| Copa Libertadores 2020 | Independiente del Valle | Fase de grupos |
| Copa Sudamericana 2022 | 9 de Octubre            | Fase de grupos |

## Palmarés

### Campeonatos nacionales
| Título             | Club   | País    | Año  |
| ------------------ | ------ | ------- | ---- |
| Serie B de Ecuador | Macará | Ecuador | 2023 |

### Campeonatos internacionales
| Título                                   | Equipo         | País    | Año  |
| ---------------------------------------- | -------------- | ------- | ---- |
| Campeonato Sudamericano de Fútbol Sub-20 | Ecuador Sub-20 | Ecuador | 2019 |